# Willem Janssen
Pour les articles homonymes, voir Janssen.
Willem Janssen est un footballeur néerlandais, né le 4 juillet 1986 à Nimègue aux Pays-Bas. Il évolue actuellement en Eredivisie au FC Utrecht au poste de milieu central.

## Biographie
Alors qu'il arrive en fin de contrat avec le Roda JC en juin 2011, Janssen signe avec le FC Twente, le 12 février 2011, un contrat d'une durée de quatre ans.

## Palmarès
Vierge